# Ciężkowice (Jaworzno)

Dzielnice Jaworzna

Ciężkowice – część oraz dzielnica Jaworzna, w małopolskiej części województwa śląskiego, w południowej Polsce. Położona jest we wschodniej części miasta w rejonie tradycyjnie zaliczanym do Małopolski. Dzielnica ma głównie charakter mieszkaniowy z elementami zabudowy jednorodzinnej i rolniczej. Historycznie była samodzielną wsią, wzmiankowaną już w XIII w. Została włączona w granice Jaworzna w XX w. 
Graniczy z Pieczyskami, Dobrą, Wilkoszynem oraz powiatem chrzanowskim i powiatem olkuskim. Przed drugą wojną światową samodzielna gmina, po wojnie gromada. Później włączona do Jaworzna. 

## Historia
W dokumentach spotyka się następujące nazwy tej miejscowości: Cieszkowice, Ceyskowice, Cienskowicy, Czeskowicze, Tiesnskowice.
Za czasów Leszka Białego w miejscowości toczyły się boje Konrada I mazowieckiego z Henrykiem Brodatym o srebrodajne pola. Dokument z 1238 r. wymieniający Jaworzno i Cięzkowice stał się przedmiotem dyskusji i kontrowersji wśród historyków o przynależność w owym czasie kasztelani chrzanowskiej do księstwa opolskiego.
W pierwszej połowie XIX w. wiedeński bankier Maks Löw Beer prowadził tutaj prace poszukiwawcze węgla. Bagnisty teren utrudniał wydobycie i około 1890 r. zaprzestano eksploatacji. Pracowało tu kilkunastu miejscowych górników. Węgiel transportowano konno do pobliskiej stacji. W okresie międzywojennym miejscowa ludność rolnicza zaczęła zatrudniać się w jaworznickich kopalniach, w szczególności w kopalni „Piłsudski”.
W 1858 roku powstała w miejscowości stacja o nazwie Cieszkowice (pierwotna pisownia) na linii łączącej Kraków z Mysłowicami, obecnie przystanek osobowy Jaworzno Ciężkowice na linii kolejowej nr 133. Dąbrowa Górnicza Ząbkowice - Kraków Główny.
W styczniu 1924 r. na posiedzeniu Komitetu Kościelnego ks. Andrzej Mroczek przedstawił plan budowy kościoła.10 lipca 1928 Komitet Parafialny podjął uchwałę o budowie nowego kościoła według projektu architekta prof. Ludwika Wojtyczki. Pracami budowlanymi kierował Bartłomiej Kowalczyk. Kosztorys wstępny wyniósł 500 000 zł. 23 grudnia 1934 r. poświęcono ołtarz, a ks. prałat Andrzej Mroczek odprawił pierwszą mszę świętą w nowym budynku kościoła.
Do 1934 r. miejscowość posiadała status samodzielnej gminy jednostkowej. W latach 1934–1954 Ciężkowice były gromadą w gminie Szczakowa w powiecie chrzanowskim w woj. krakowskim.
Podczas II wojny światowej włączone do III Rzeszy. Po wojnie ponownie w gminie Szczakowa.
W związku z reformą znoszącą gminy w 1954 r., dotychczasowa gmina Ciężkowice utworzyła gromadę Ciężkowice (bez Dobrej i Pieczysk, które włączono do miasta Szczakowa). 20 marca 1956 r. Szczakowę wraz z jej częściami składowymi łącznie (a więc m.in. z Dobrą i Pieczyskami) włączono do Jaworzna. Gromada Ciężkowice przetrwała do końca 1972 r., czyli do kolejnej reformy gminnej. 1 stycznia 1973 r. Ciężkowice włączono do Jaworzna, jako jego najdalej na wschód wysunięta dzielnica.
25 marca 1992 r. parafię w Ciężkowicach włączono do nowo utworzonej diecezji sosnowieckiej (w metropolii częstochowskiej). Od tamtej pory Ciężkowice przestają być częścią diecezji krakowskiej.
W 2020 r. po ukończeniu modernizacji linii E30 na odcinku Katowice - Kraków Główny stacja w Ciężkowicach została zdegradowana do roli przystanku osobowego przez co uniemożliwiono na tym posterunku ruchu krzyżowanie się i wyprzedzanie pociągów.
Miejscowość doczekała się również książki, autorstwa Lucyny Burek, pod tytułem „Historia parafii Matki Bożej Nieustającej Pomocy w Jaworznie Ciężkowicach” i została wydana w nakładzie 1 500 egzemplarzy.

## Transport i komunikacja
Ciężkowice leżą około 4 km od centrum miasta. Jednak z najdalszych zakątków dzielnicy do śródmieścia jest nawet 7 km. Dzielnica jest obsługiwana komunikacją miejską PKM Jaworzno, a dokładnie liniami nr 314, 344 oraz N1. Autobusem do śródmieścia można tutaj dojechać w 10-15 minut, a samochodem w 5-10 minut. Do dzielnicy można się dostać również pociągiem. Znajduje się tutaj przystanek kolejowy Jaworzno Ciężkowice. Dojazd pociągiem osobowym z tego przystanku do stacji Kraków Główny trwa około 45 minut, zaś do stacji Katowice około 30 minut.

## Zabytki
- Kościół parafialny pod wezwaniem Najświętszej Maryi Panny Nieustającej Pomocy,
- Budynek dworca Jaworzno Ciężkowice wybudowany w 1847 r. przez austriackiego zaborcę,
- Budynek rzeźni w stylu neorenesansowym,
- Najstarsza w mieście kapliczka słupowa z 1580 r.[19],
- Cmentarz parafialny powstały około 1656 r.,

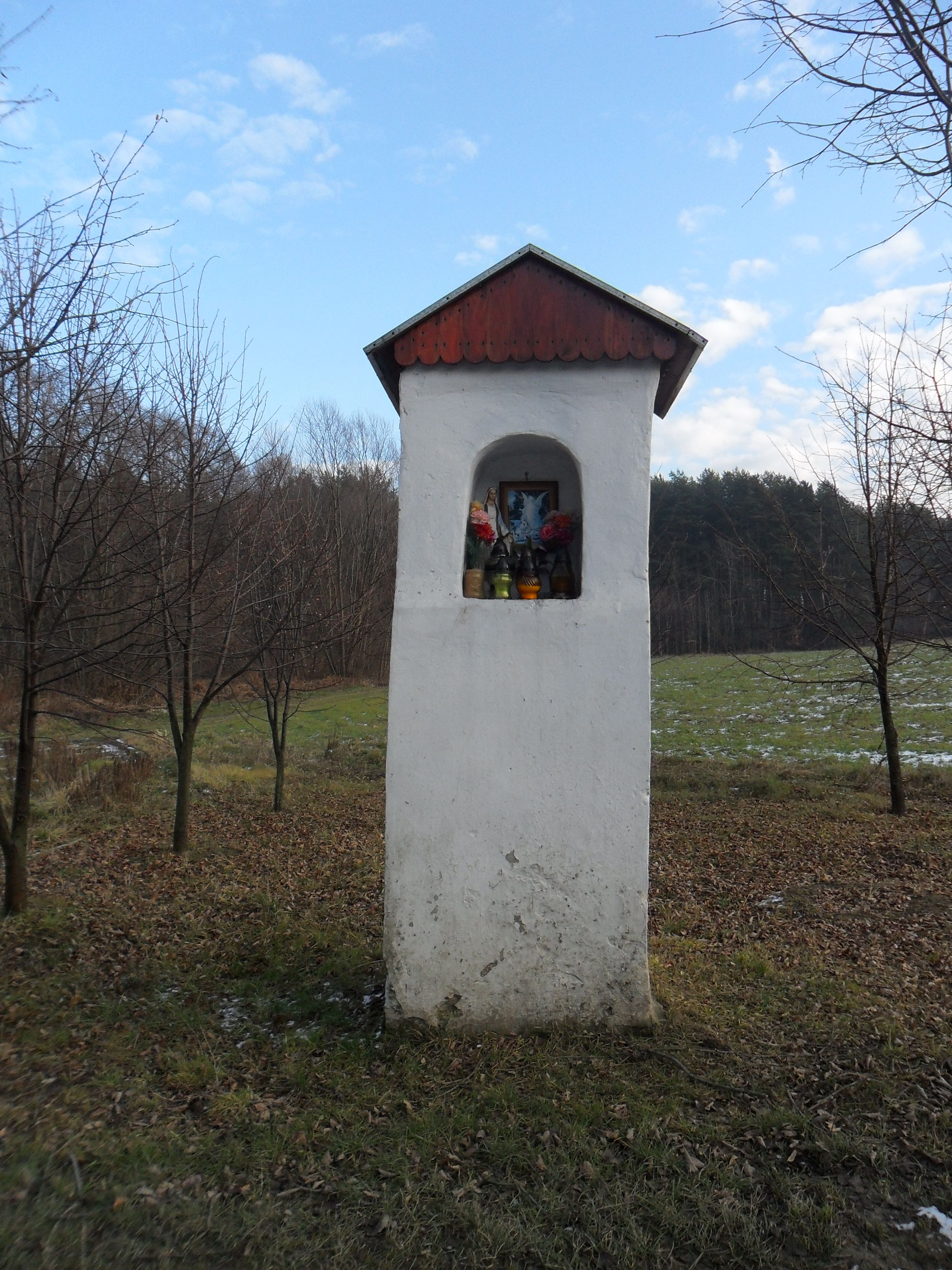
Kapliczka słupowa przy Suchym Stawie - najstarsza w mieście (1580 r.).

- Kapliczka słupowa przy Suchym Stawie - najstarsza w mieście (1580 r.).Pomnik pomordowanych Ciężkowiczan podczas II wojny światowej.

## Inne obiekty i miejsca
- rezerwat przyrody Dolina Żabnika
- zbiornik wodny Suchy Staw
- Góra Przygoń – najwyższe wzniesienie w Jaworznie
- Góra Wielkanoc
- Góra Chrzanowska
- C.H. Delikatesy Centrum
- C.H. Lewiatan
- remiza Ochotniczej Straży Pożarnej Ciężkowice
- SP ZOZ Zakład Pielęgnacyjno-Opiekuńczy
- przychodnia weterynaryjna

### Rozrywka
- Klub Środowiskowy „WEGA” MCKiS
- Zmodernizowany w 2007 r. stadion klubu LKS Ciężkowianka wraz z pawilonem sportowym, zaopatrzonym w zaplecze rekreacyjne, sanitarne i kulinarne
- Ośrodek Jeździecki Ciężkowice

### Edukacja
- Przedszkole Miejskie nr 4.
- Szkoła Podstawowa nr 18 im. Tadeusza Kościuszki.
- Filia Ciężkowice Miejskiej Biblioteki Publicznej w Jaworznie.